# 以色列駐外機構列表

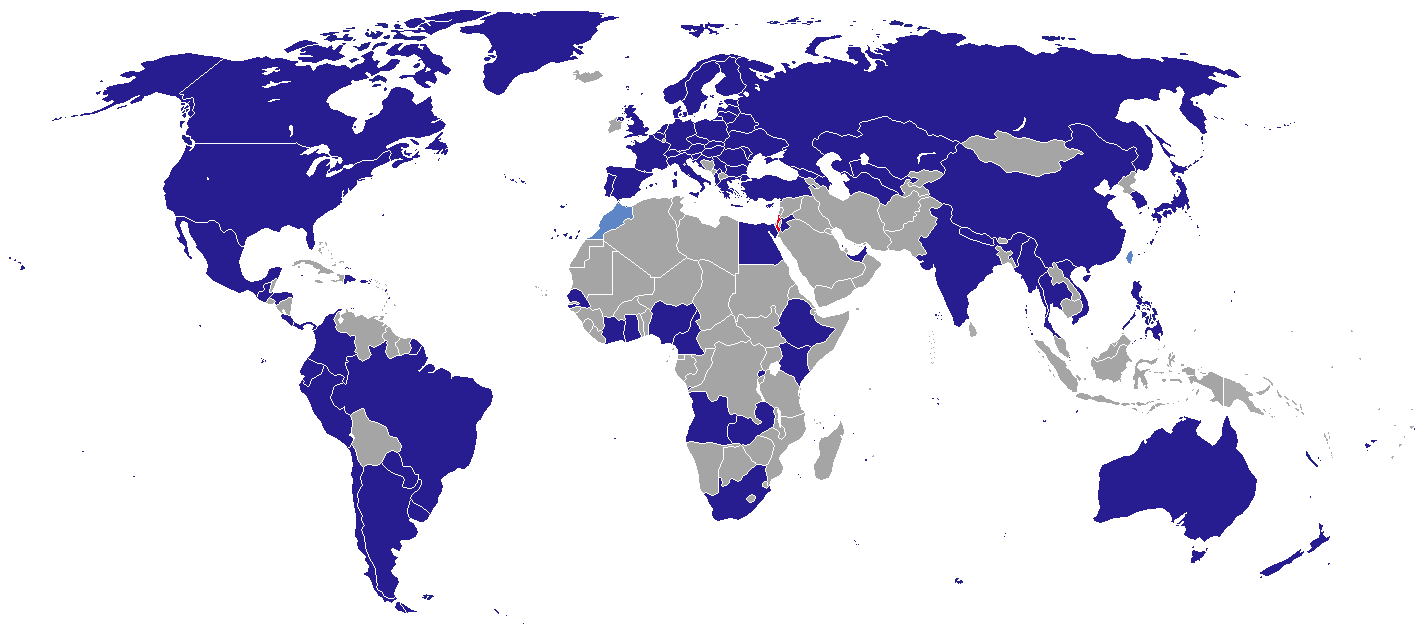
以色列駐外機構分佈圖

本列表列出以色列駐外機構。受到以巴衝突阿拉伯国家对以色列的抵制之影响，以色列在邻国所设的外交代表机构不多，主要分布在欧洲与美洲。另外，在沒有以色列外交機構的國家中，以色列公民可以獲得德国在該國的領事機構的領事保護。

## 非洲
- 安哥拉
  - 羅安達（大使馆）
- 喀麦隆
  - 雅温得（大使馆）
- 埃及
  - 开罗（大使馆）
- 衣索比亞
  - 亞的斯亞貝巴（大使馆）
- - 阿克拉（大使馆）
- - 阿比让（大使馆）
- - 內羅畢（大使馆）
- 摩洛哥
  - 拉巴特（联络处）
- 奈及利亞
  - 阿布賈（大使馆）
- 卢旺达
  - 基加利（大使馆）
- 塞内加尔
  - 達喀爾（大使馆）
- 南非
  - 比勒陀利亞（大使馆）

## 美洲
- 阿根廷
  - 布宜諾斯艾利斯（大使馆）
- 巴西
  - 巴西利亞（大使馆）
  - 聖保羅（總領事館）
- 加拿大
  - 渥太華（大使馆）
- 智利
  - 聖地亞哥（大使馆）
- - 聖荷西（大使馆）
- - 聖多明各（大使馆）
- - 基多（大使馆）
- - 危地馬拉城（大使馆）
- - 特古西加爾巴（大使馆）
- 墨西哥
  - 墨西哥城（大使馆）
- 巴拿马
  - 巴拿馬城（大使馆）
- 秘魯
  - 利馬（大使馆）
- 美国
  - 华盛顿特区（大使馆）
- 乌拉圭
  - 蒙得維的亞（大使馆）

## 亞洲
- - 巴庫（大使馆）
- 巴林
  - 麥納麥（大使馆）
- 中华人民共和国
  - 北京（大使馆）
  - 上海（總領事館）
  - 成都（總領事館）
  - 广州（總領事館）
  - 香港（總領事館）
- - 第比利斯（大使馆）
- 印度
  - 新德里（大使馆）
- 日本
  - 东京都（大使馆（日语：駐日イスラエル大使館））
- 约旦
  - 安曼（大使馆）
- - 阿斯塔納（大使馆）
- 緬甸
  - 仰光（大使馆）
- 尼泊尔
  - 加德滿都（大使馆）
- 菲律賓
  - 馬尼拉（大使馆）
- 新加坡
  - 新加坡（大使馆）
- - 首尔（大使馆（朝鲜语：주한 이스라엘 대사관））
- 中華民國
  - 台北市（經濟文化辦事處）
- 泰國
  - 曼谷（大使馆）
- 土耳其
  - 安卡拉（大使馆）
  - 伊斯坦堡（总领事馆）
- - 阿什哈巴德（大使馆）
- 阿联酋
  - 阿布扎比（大使馆）
- - 塔什干（大使馆）
- 越南
  - 河內（大使馆）

## 歐洲
- 阿尔巴尼亚
  - 地拉那（大使馆）
- 奥地利
  - 維也納（大使馆）
- 白俄羅斯
  - 明斯克（大使馆）
- 比利时
  - 布魯塞爾（大使馆）
- 保加利亚
  - 索非亞（大使馆）
- - 薩格勒布（大使馆）
- 賽普勒斯
  - 尼科西亞（大使馆）
- 捷克
  - 布拉格（大使馆）
- 丹麦
  - 哥本哈根（大使馆）
- 芬兰
  - 赫爾辛基（大使馆）
- 法國
  - 巴黎（大使馆）
  - 馬賽（總領事館）
- 德国
  - 柏林（大使馆）
- 希腊
  - 雅典（大使馆）
- 匈牙利
  - 布達佩斯（大使馆）
- 爱尔兰
  - 都柏林（大使馆）
- 義大利
  - 羅馬（大使馆）
- 拉脫維亞
  - 里加（大使馆）
- 立陶宛
  - 維爾紐斯（大使馆）
- 荷蘭
  - 海牙（大使馆）
- 挪威
  - 奧斯陸（大使馆）
- 波蘭
  - 華沙（大使馆）
- 葡萄牙
  - 里斯本（大使馆）
- 羅馬尼亞
  - 布加勒斯特（大使馆）
- 俄羅斯
  - 莫斯科（大使馆）
  - 聖彼得堡（總領事館）
- 塞爾維亞
  - 貝爾格萊德（大使馆）
- 斯洛伐克
  - 布拉迪斯拉發（大使馆）
- 西班牙
  - 馬德里（大使馆）
- 瑞典
  - 斯德哥爾摩（大使馆）
- 瑞士
  - 伯爾尼（大使馆）
- 乌克兰
  - 基輔（大使馆）
- 英国
  - 伦敦（大使馆）

## 大洋洲
- - 坎培拉（大使馆）
- 新西兰
  - 惠靈頓（大使馆）

## 國際組織
- 联合国
  - 以色列常駐聯合國代表團（紐約）
  - 以色列常駐聯合國日內瓦辦事處

## 外部連結
- 以色列外交部 （页面存档备份，存于）